# リンリン (1991年生の歌手)
リンリン（1991年3月11日 - ）は、中国出身の歌手、タレントで、女性アイドルグループ・モーニング娘。の元メンバー（8期〈留学生〉）。本名、銭 琳（チエン・リン、Qian Lin）。イメージカラーはエメラルドグリーン。
中国浙江省杭州市出身。身長153 cm。血液型はB型。

## 略歴
2007年
- 1月、『Hello! Project 2007 Winter 〜ワンダフルハーツ 乙女Gocoro〜』および『Hello! Project 2007 Winter 〜集結! 10th Anniversary〜』のコンサートツアーにバックダンサーとして参加。この時のパフォーマンスにより、モーニング娘。に加入する実力があるとつんく♂に認められた[1]。
- 3月15日、モーニング娘。の8期（留学生）メンバーとしての加入が発表された。
- 5月6日、『モーニング娘。 コンサートツアー2007春 〜SEXY 8 ビート〜』さいたまスーパーアリーナ公演にてジュンジュンとともにモーニング娘。として初舞台を踏む。この時はMCで挨拶のみの出演であった。
- 5月13日、渋谷C.C.Lemonホールにて開催された『第一回ハロー!プロジェクト新人公演』に、同じ8期メンバーである光井愛佳、ジュンジュンやハロプロエッグらとともに出演した。
- 6月16日、東京都港区所在のステラボールにおいてファンクラブ会員を対象にした「モーニング娘。8期（留学生）メンバー」の握手会を行った。
- 7月25日、同日発売のシングル『女に 幸あれ』より、モーニング娘。としての本格的な活動を開始。

2009年
- 6月3日、プロデューサーつんく♂（シャ乱Q）オフィシャルブログにて新ミニモニ。参加およびリーダー就任を発表[2]。

2010年
- 5月17日、中国『上海万博』の開催にあたって、結成されるスペシャルユニットのメンバーに選出された[3]。
- 6月22日、スペシャルユニット名が「Ex-ceed!」で決定した。
- 8月8日、同年秋開催のコンサートツアー最終日をもって、モーニング娘。およびハロー!プロジェクトからの卒業が発表された[4][5]。卒業後は、中国での活動を目指した準備期間に入る。
- 12月15日、亀井絵里、ジュンジュンとともにモーニング娘。を卒業した。2002年の後藤真希の卒業公演以来、8年ぶりにスカパー!のスカチャン3Dにて卒業公演が生中継された。

2011年
- 杭州テレビ『生活大爆炸番組』に銭琳 or 琳琳（リンリン）としてコメンテーター・リポーターとして出演。

2014年
- 11月、アイドルグループ・Idol Schoolを結成（作詞・作曲・プロデュース）。

2016年
- 1月20日、Idol SchoolのCDデビュー記者会見（上海浦西洲際ホテル）。
- 6月25日、2014年11月13日に結婚し、2015年9月23日に第1子となる長女を出産していたことを明らかにした[6]。同月27日、日本テレビ『人生が変わる1分間の深イイ話』にて結婚生活を密着取材した様子が放送された[7]。

2021年
- 6月24日、2020年に第2子となる次女を出産していたことを明らかにした[8]。

## 人物

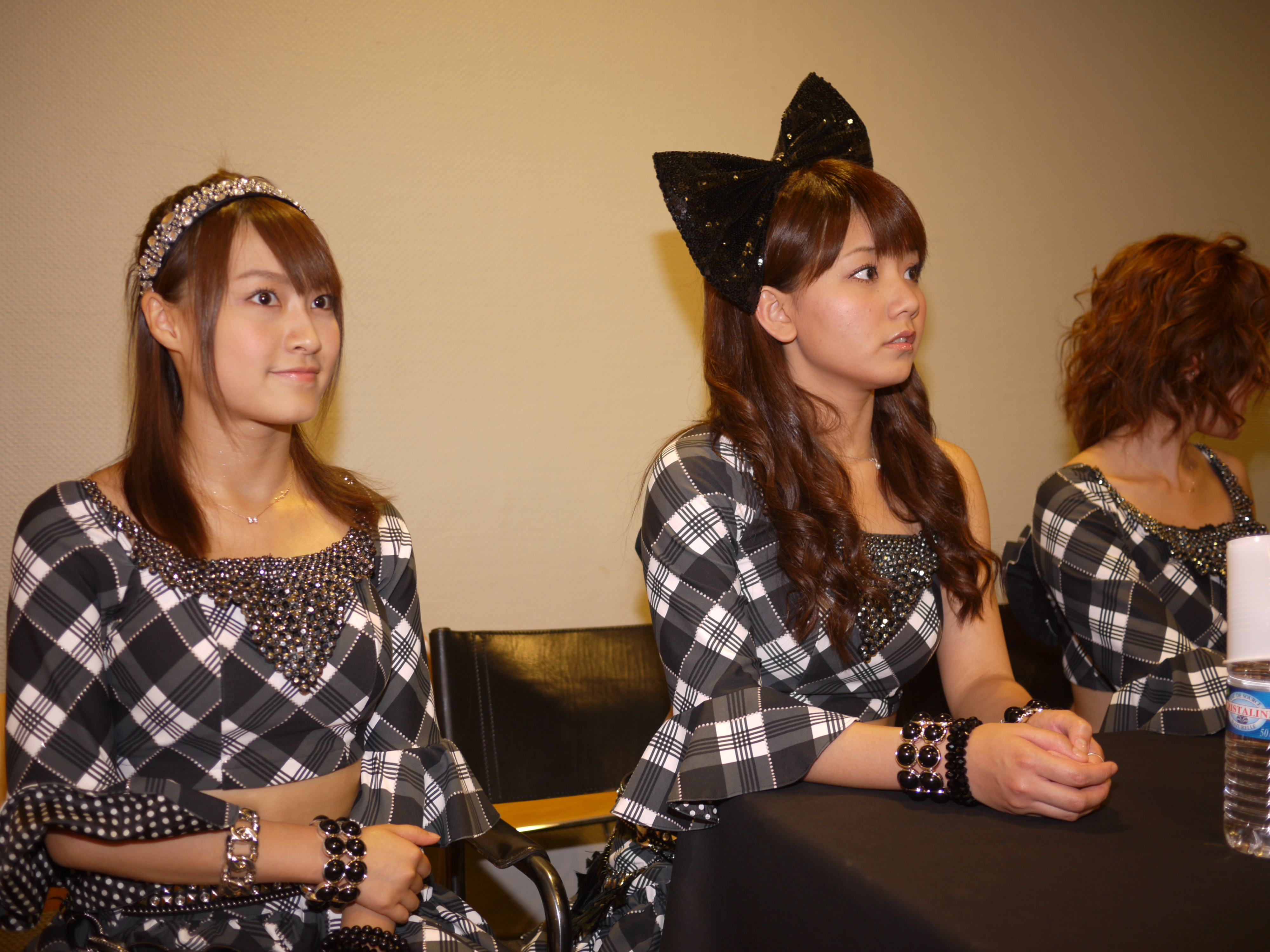
2010年Japan Expoの記者会見にて（一番左がリンリン）

- 性格は極めて明るい。また、寒い（中国風の）ギャグを言ったり、冗談をよく言う。声がハスキーである。
- 日本のアニメや漫画が大好きで、特に『ワンピース』が好きで詳しい。このことは2009年9月11日の『ジャンBANG』で述べ、チョッパーの写真を公開した。
- 特技は、司会、演技、ものまね、歌唱、ダンス、ピアノ、ギター、水泳など。
- モーニング娘。加入前から来日していたため、加入当初からカタコトながら日本語を話せていた。そのため最初から他のメンバーとも日本語でコミュニケーションを取り、時にはメンバーとジュンジュンの間の通訳もしていた。
- 何かと成功したり、嬉しいときに「バッチリです!」とよく口にする。『ハロモニ@』でのぐろっさん声優決め（声優は光井愛佳に決定した）で悪い台詞を言うときに全く関係ない「バッチリでーす!」と言った。
- 2007年10月29日 - 31日に行われたモーニング娘。の10周年記念アルバム台湾プロモーションでは、積極的に現地でも使われている中国語でTVやラジオでのインタビューに応えていた。
- 小学校2年生のときから中国で音楽を含む[9]芸能活動を行っており、そのことを知る人物により、ハロー!プロジェクトのプロデューサーであるつんく♂に自身を紹介されたことから、ハロプロエッグの留学生として来日した経緯がある。
- 中国語（母国語）と日本語、英語（少々）を話すことができる。

## 出演

### テレビ
- ハロモニ@（テレビ東京）
- よろセン!（テレビ東京）
- サキよみ ジャンBANG!（2009年9月11日・12月4日・11日、テレビ東京）
- 小伢儿（2011年4月 - 、杭州テレビ児童チャンネル）
- 人生が変わる1分間の深イイ話「元アイドルは本当に幸せなのかSP」（2016年6月27日、日本テレビ）[6][7]

### 映画
- よなよなペンギン（2009年12月） - 双子のフェアリー 役（田中れいなと[10]）

## 参加ユニット
- モーニング娘。（2007年 - 2010年）
- シャッフルユニット
  - 新ミニモニ。（2009年 - 2010年）
- スペシャルユニット
  - Ex-ceed!（2010年）